# Professionelle Hockey-Liga
Die Professionelle Hockey-Liga (kurz PHL; ukrainisch Професіональна хокейна ліга) war zwischen 2011 und 2013 die höchste Eishockeyspielklasse in der Ukraine. Die Liga löste 2011 die semi-professionelle Ukrainische Eishockeyliga ab. 2013 übernahm der Ukrainische Eishockeyverband wieder die Kontrolle über die höchste Spielklasse, nachdem die Saison 2012/13 von zahlreichen Rückzügen, Spielwertungen und Skandalen geprägt gewesen war.

## Geschichte
Im Anschluss an die Saison 2010/11 entschied man sich zur Gründung einer professionellen Eishockeyliga in der Ukraine. Diese erhielt den Namen Professionelle Hockey-Liga und begann zur Saison 2011/12 ihren Spielbetrieb mit acht Mannschaften. Nach dem Zerfall der Sowjetunion hatten die Profimannschaften der Ukraine regelmäßig am Spielbetrieb der Wysschaja Liga, der zweiten russischen Spielklasse, und der belarussischen Extraliga teilgenommen. Während der HK Sokol Kiew anlässlich der Gründung der PHL aus der Extraliga ausstieg, wurde der HK Donbass Donezk 2011 in die ein Jahr zuvor gegründete neue zweite russische Spielklasse, die Wysschaja Hockey-Liga, aufgenommen und nahm mit seiner zweiten Mannschaft am Spielbetrieb der PHL teil.

## Teilnehmer
- HK Bilyj Bars Browary
- HK Berkut
- HK Charkiwski Akuly
- HK Donbass Donezk II
- HK Kompanjon-Naftohas Kiew
- HK Sokol Kiew
- HK Lewy
- HK Winnyzki Haydamaky